# 斯泰普内 (霍廷市镇)
斯泰普内（羅馬化：Stepne）是烏克蘭東北部蘇梅州蘇梅區霍廷市镇内的村莊。距離新康斯坦丁尼夫卡約1公里，海拔高度186米，2001年該村落人口252。